# David Ashton
David Ashton (Greenock, 10 novembre 1941) è un attore, scrittore e conduttore radiofonico scozzese.

## Biografia
Formatosi presso l'istituto Central School of Speech and Drama di Londra dal 1964 al 1967, Ashton ha interpretato fin da giovane un'ampia varietà di ruoli teatrali, radiofonici e televisivi.
Comincia la sua carriera come conduttore radiofonico ma in seguito entra nel mondo del cinema e nel corso della sua carriera ha preso parte ad oltre 30 pellicole la più famosa delle quali è L'ultimo re di Scozia del 2006.
Attualmente si è ritirato ed è diventato uno scrittore.

## Filmografia parziale

### Attore
- La cruna dell'ago (1981)
- Il domani non muore mai (1997)
- La casa della gioia (2000)
- L'ultimo re di Scozia (2006)

### Doppiatore
- Freddie la rana (1992)